# NANA (Репер)
Нана Кваме Аброква(англ. Nana Kwame Abrokwa, нар. 5 жовтня 1968 в Аккрі,Гана) — німецький репер та діджей, відомий під псевдонімом Nana та Darkman. Пік його кар'єри припадає на другу половину 90-х років. Його стиль був охарактеризований як Європейський реп, а лірика говорить про відносини з Богом, сім'єю, а також про расизм і Голокост.

## Біографія
Нана прибув до Гамбурга з його матір'ю і братами у віці 10 років. На початку 90-х років. Він починає грати як ді-джей в клубах хіп-хопу .Співпродюсував і читав реп в піснях DJ David Fascher («Here We Go», «Make The Crowd Go Wild») під псевдонімом MC Africa True.
У 1995 році він приєднався як репер до Євроденс проєкту Darkness, продюсерами якого були Bülent Aris та Toni Cottura.
Пісня «IN My Dream» стала хітом. Але Нана не подобається стиль Darkness, і група припиняє своє існування. Своє прізвисько Darkman він взяв саме з цього проєкту.
У 1996 році Aris і Cottura заснували лейбл Booya Music, до якого першим увійшов Нана. А його сингл «Darkman» увійшов до першої десятки німецьких чартів. Наступний сингл —"Lonely" — займав перше місце протягом кількох тижнів. Альбом Nana вийшов 1997 року і був ближчим до американського стилю репу, в ньому взяли участь інші члени Booya Family.
Другий альбом — Father — вийшов у травні 1998 року і містив повільніші пісні з відвертими текстами.
Під кінець 1999 року Нана випустив сингл «I Wanna Fly», який був погано прийнятий, через зростання хіп — хопу німецькою мовою.
На початку 2001 року Нана випустив пісню німецькою мовою «Du Wirst Sehen».Але тепер це викликало невдоволення фанатів з інших країн. Сингл провалився і запланований двомовний альбом Global Playa був скасований через прохання компаніях звукозапису.
Після довгої перерви, літом 2004, Нана випустив альбом "All Doors In Flight No. 7" на власному лейблі Darkman Records.Альбом продавався суто на вебсайті Нана. На початку серпня 2008 року він випустив подвійний альбом «12 Y.O.».
Крім того, протягом багатьох років він був власником радіо NRJ, також працював у філії Universal Music і EMI Music Publishing Germany.Проте він пише та випускає музику. У своїх текстах, підіймає проблему взаємин людини з Богом, сім'єю і спірні теми, такі як расизм і Голокост.

## Дискографія

### Альбоми
- (1997) Nana — Nana (Motor Music)
  - Darkman — 06.12.1996
  - Lonely — 07.04.1997
  - Let It Rain — 07.07.1997
  - He's Comin- 01.09.1997
- (1998) Nana — Father (Motor Music)
  - Too Much Heaven — 01.12.1997
  - I Remember The Time — 06.04.1998
  - Dreams — 07.08.1998
  - Father — 16.11.1998
- (2004) Nana — All Doors in Flight No. 7 (Darkman Records)
  - Butterfly — 12.07.2004
  - Ride With Me — 26.02.2005
- (2008) Nana — 12 Y.O.
  - My Get Away — 09.09.2008
  - L.O.V.E.
- 2009 Stand Up!
  - Stand Up!

### Сингли
- I Wanna Fly (Like A Angel) — 15.11.1999
- Du Wirst Sehen — 14.04.2001